# 格倫埃科 (科羅拉多州)
格倫埃科（英語：Glen Echo）是位於美國科羅拉多州拉里默爾縣的一個非建制地區。該地的面積和人口皆未知。

## 地理
格倫埃科的座標為40°41′55″N 105°35′07″W / 40.69861°N 105.58528°W，而該地的平均海拔高度為2187米（即7175英尺）。